# Матвеев, Евгений Анатольевич
Евге́ний Анато́льевич Матве́ев (узб. Yevgeniy Matveyev; 23 августа 1966 года) — советский, узбекистанский и российский футболист, выступавший на позициях полузащитника и нападающего.
Начал карьеру в 1983 году в составе ферганского «Нефтяника». До 1991 года в разные периоды играл за «Нефтяник» (позже «Нефтчи») и кокандский «Автомобилчи». Вторую половину 1991 года провёл в будённовской «Дружбе».
После распада СССР в 1992 году снова вернулся в «Нефтчи», выступал за клуб до 1993 года. В это время стал двукратным чемпионом Узбекистана. В 1994 году уехал в Россию и присоединился к анапскому «Спартаку», но продержавшись там немного, перешёл в нижегородский «Локомотив», за который в 1994 году сыграл четыре матча в высшей лиге. Во второй половине 1995 году вернулся в Узбекистан и начал выступать за маргиланский «Атласчи», год спустя стал членом ургенчского «Динамо».